# Liste des plantes de la Bible

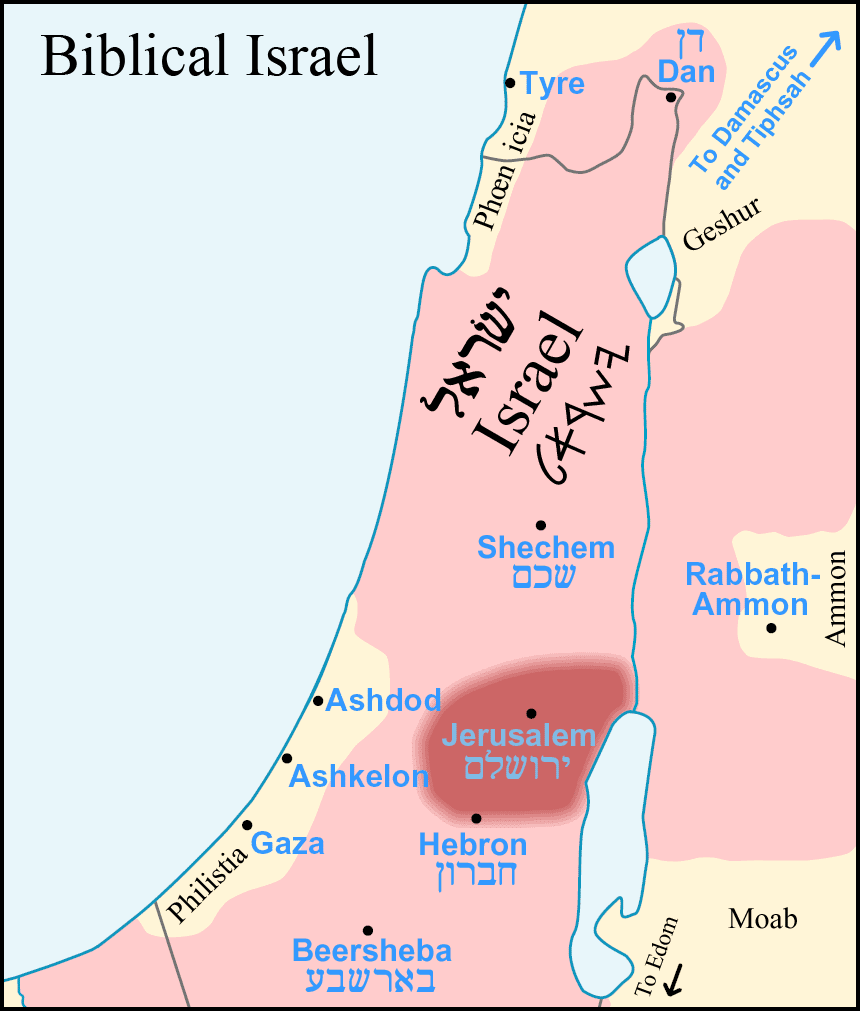
Carte de l'ancien Israël historique.

La présente liste des plantes de la Bible (non exhaustive) recense les plantes mentionnées dans la Bible, classées dans l'ordre alphabétique des noms communs. Pour les plantes dont l'identité n'est pas confirmée ou débattue, les espèces les plus probables sont répertoriées. Les plantes nommées dans l'Ancien Testament (Bible hébraïque ou Tanakh) sont données avec leur nom  hébreu, tandis que celles mentionnées dans le Nouveau Testament sont données avec leurs noms  grec.
Les plantes citées dans la Bible concernent environ 110 espèces végétales sur les quelque 2 600 espèces originaires d'Israël. Leur détermination exacte est souvent incomplète pour diverses raisons. La plupart de ces plantes ont pour les gens de cette époque une signification importante, qu'elles aient été utilisées à des fins alimentaires, médicinales, cultuelles ou comme matériaux de construction.

## Topographie et climat d'Israël

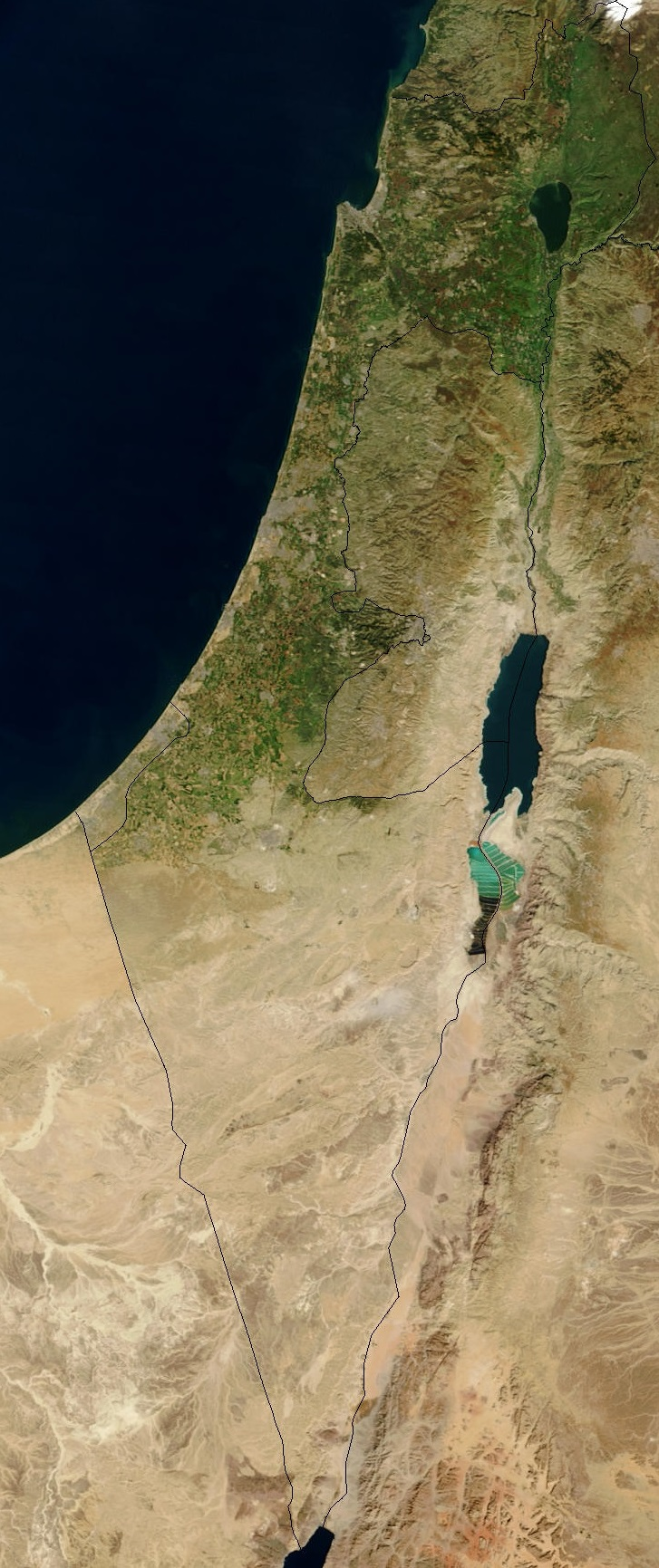
Image satellitaire de la topographie d'Israël.

L'Israël biblique se composait des régions à l'ouest et à l'est du Jourdain. Il bordait l'Assyrie au nord et l'Égypte au sud.
La flore d'Israël n'a pas changé de manière significative au cours des derniers millénaires, car aucun changement climatique majeur n'a eu lieu.
Le climat est typiquement méditerranéen, avec deux saisons principales, un hiver doux et humide et un été chaud et sec. La durée de la saison des pluies varie, elle diminue du nord au sud. Le territoire cultivé se subdivise en une ceinture du blé et une ceinture de l'orge, selon l'importance des précipitations, le blé nécessitant en effet davantage d'eau et une saison de croissance plus longue que l'orge. Il existe des oasis isolées, au climat tropical.

## Détermination du nom des plantes
Dans leur ouvrage Plants of the Bible publié en 1952, et considéré comme l'ouvrage de référence sur les plantes bibliques, les botanistes Harold et Alma Moldenke ont comparé les vues des chercheurs bibliques sur les plantes qui les avaient précédés sur une période de 400 ans et celles des traducteurs de la version anglaise de la Bible, et ont créé leur propre liste de 242 taxons. 
En 1982, Michael Zohary a publié un ouvrage, Plants of the Bible dans lequel il a répertorié et illustré 200 taxons de plantes bibliques.
En 1992, Frank Nigel Hepper, directeur du célèbre jardin botanique de Kew en Grande-Bretagne, a compilé sa propre liste d'environ 180 espèces de plantes bibliques, qu'il a regroupées par thème.
Plusieurs publications résumant les travaux sur les plantes bibliques ont été préparées par le botaniste israélien, Noga Hareuveni (en), dans les années 1988–1996. L'ouvrage le plus récent est celui de Jean et Solange Maillat publié en 1999, qui recense 174 espèces de plantes bibliques.
L'auteur polonais, Zofia Włodarczyk (professeure à université d'agriculture Hugo-Kołłątaj de Cracovie), a recensé 290 taxons dans les textes sur la flore biblique parus depuis 1952, et en a retenu 206 après avoir éliminé les synonymes, les espèces proches et les variétés botaniques qui concernent la même plante dans la Bible. Le résultat de ses analyses comparatives montrent que sur ces 206 taxons tous les chercheurs, à savoir Moldenke et Moldenke (1952), Zohary (1982), Hepper (1992) et Maillat et Maillat (1999), sont jusqu'à présent d'accord sur l'identification de 95 espèces, qui à ce titre peuvent être considérée comme universellement acceptée. Certains chercheurs sont d'accord, tandis que d'autres ne soulèvent aucune objection sur l'identification de 111 espèces. Enfin pour environ 50 espèces, le niveau d'incertitude est élevé.

## Liste
| Nom dans la Bible                  | Nom commun                                                                         | Nom scientifique                                        | Références                                   |
| ---------------------------------- | ---------------------------------------------------------------------------------- | ------------------------------------------------------- | -------------------------------------------- |
| ἄψινθος, apsinthos לענה la‘ănāh    | Absinthe                                                                           | Artemisia absinthium                                    | Révélation 8:11                              |
| שטה šiṭṭāh                         | Acacia faux-gommier                                                                | Acacia raddiana Savi                                    | Exode 25:10                                  |
| סרפד sirpaḏ                        | Acanthe                                                                            | Acanthus spinosus                                       | Isaïe 55:13                                  |
| שום šūm                            | Ail                                                                                | Allium sativum                                          | Nombres 11:5                                 |
| נטפ nāṭāf                          | Aliboufier ou Copalme d'Orient                                                     | Styrax officinalis, Liquidambar orientalis              | Exode 30:34                                  |
| שקד šāqêḏ                          | Amandier                                                                           | Amygdalus communis                                      | Genèse 43:11                                 |
| κρίνον, krinon                     | Anémone                                                                            | Anemone coronaria L.                                    | Matthieu 6:28                                |
| ἄνηθον, anēthon                    | Anis vert ou aneth                                                                 | Pimpinella anisum, Anethum graveolens                   | Matthieu :23                                 |
| n/a                                | Arbre de Judée                                                                     | Cercis siliquastrum                                     | Matthieu 27:5                                |
| מלוח mallūaḥ                       | Arroche                                                                            | Atriplex halimus L.                                     | Job 30:4                                     |
| בשמ bōśem, בכא bəḵā’îm             | Baumier de Galaad                                                                  | Commiphora gileadensis,                                 | Exode, Cantiques                             |
| בדלח bəḏōlaḥ                       | Bdellium                                                                           | Commiphora africana                                     | Genèse 2:12 ; Nombres 11:7                   |
| חטה ḥiṭṭāh חנטא ḥinṭa’             | Blé                                                                                | Triticum sp.                                            | Esdras 7:22; Ézéchiel 4:9                    |
| עצ ‘êts                            | Bois                                                                               |                                                         | 2 Rois 12:12                                 |
| אהלים ’ăhālîm                      | Bois d’agar ("bois d’Aloès")                                                       | Aquilaria malaccensis ou Aloe succotrina                | Proverbes 7:17                               |
| תאשור ṯə’aššūr                     | Buis                                                                               | Buxus sempervirens                                      | Isaïe 41:19                                  |
| קוצ qōts                           | Buisson épineux (Acacia ?)                                                         | Vachellia tortilis ou similaire                         | Jérémie 4:3                                  |
| קנמון qinnāmōn                     | Cannelier                                                                          | Cinnamomum zeylanicum                                   | Proverbes 7:17                               |
| אביונה ’ăḇîyōnāh                   | Câprier                                                                            | Capparis spinosa L.                                     | Ecclésiaste 12:5                             |
| κεράτιον, keration                 | Caroubier                                                                          | Ceratonia siliqua                                       | Luc 15:16, Matthieu 3:1                      |
| קדה qiddāh                         | Cinnamome                                                                          | Cinnamomum iners                                        | Exode 30:24, Psaume 45 (44):8, Job 42:14     |
| ארז ’ārez                          | Cèdre du Liban                                                                     | Cedrus libani                                           | 1 Rois 5:10, 2 Rois 19:23                    |
| חוח ḥōwaḥ                          | Chardon                                                                            | Cardueae                                                | Job 31:40, 2 Chroniques 25:18                |
| אלונ ’allōn                        | Chêne kermès                                                                       | Quercus calliprinos Webb                                | Josué 24:26                                  |
| קשא qiššu’a                        | Concombre                                                                          | Cucumis sativus                                         | Nombres 11:5, Isaïe 1:8                      |
| גד gad                             | Coriandre                                                                          | Coriandrum sativum                                      | Exode 16:31                                  |
| כרפס karpas                        | Cotonnier                                                                          | Gossypium herbaceum                                     | Esther 1:6                                   |
| חבצלת ḥăḇatseleṯ                   | Crocus                                                                             | Crocus sativus                                          | Chant de Salomon 2:1, Isaïe 35:1             |
| כמן kammōn; κύμινον, kuminon       | Cumin                                                                              | Cuminum cyminum                                         | Isaïe 28:27                                  |
| קצח qetsaḥ                         | Cumin noir                                                                         | Nigella sativa                                          | Isaïe 44:14                                  |
| תרזה tirzāh                        | Cyprès                                                                             | Cupressus sempervirens L.                               | Isaïe 44:14                                  |
| ברוש bərōš                         | Cyprès ou sapin                                                                    | Cupressus sempervirens                                  | Isaïe 44:14                                  |
| θύϊνος, thyinos                    | Cyprès de l'Atlas                                                                  | Tetraclinis articulata                                  | Révélation 18:12                             |
| קטרת qaṭṭərāh                      | Encens                                                                             | Boswellia sacra                                         | Osée 4:13                                    |
| לבונה ləḇōnāh                      | Encens (résine oliban)                                                             | Boswellia thurifera                                     | Matthieu 2:10, Matthieu 2:11                 |
| כסמת kussemeṯ                      | Épeautre                                                                           | Triticum spelta                                         | Isaïe 28:25; Ézéchiel 4:9                    |
| אלמגים ’almuggîm                   | Faux santal rouge ou Santal blanc, mais certains prétendent que c'est le genévrier | Pterocarpus santalinus Santalum album Juniperus excelsa | 2 Chroniques 2:8; 9:10, 11; 1 Rois 10:11, 12 |
| פול p̄ōl                            | Fève                                                                               | Vicia faba                                              | Ézéchiel 4:9                                 |
| תאנ ṯə’ênāh                        | Figuier                                                                            | Ficus carica L.                                         | Joël 1:7                                     |
| פרח peraḥ                          | Fleurs, non-identifiées                                                            |                                                         | 1 Rois 7:26                                  |
| סנה səneh                          | Gattilier ou Ronce (Rubus sanctus)                                                 | Vitex agnus-castus, Rubus sanctus ou Loranthus acaciae  | Exode 3:2                                    |
| רתמ rōṯem                          | Genêt                                                                              | Calicotome villosa, Retama raetam ou Spartium junceum   | Psaume 120 (119):4, 1 Rois 19:4              |
| ערוער ‘ărō‘êr                      | Genévrier                                                                          | Juniperus excelsa                                       | Jérémie 17:6, 48:6                           |
| ראש rōš                            | Grande ciguë                                                                       | Conium maculatum, Papaver somniferum                    | Amos 6:12                                    |
| רמונ rimmōn                        | Grenadier                                                                          | Punica granatum                                         | Chant de Salomon 7:12                        |
| כפר kōp̄er                          | Henné                                                                              | Lawsonia inermis L.                                     | Chant de Salomon 1:14                        |
| חציר ḥătsîr                        | Herbe                                                                              |                                                         | Nombres 11:5                                 |
| אזוב ’êzōḇ ὕσσωπος, hysōpos        | Hysope                                                                             | Hyssopus officinalis                                    | Lévitique 14:52                              |
| שושנ šōšannāh                      | Iris (appelé « Lis » à l'époque)                                                   | Iris palaestina                                         | 1 Rois 7:22                                  |
| ζιζάνιον, zizanion                 | Ivraie ou zizanie,                                                                 | Lolium temulentum                                       | Matthieu 13:25–40                            |
| אגמון ’aḡmōn                       | Jonc                                                                               | Juncus sp.                                              | Isaïe 9:14                                   |
| ἄκανθα, akantha                    | Jujubier                                                                           | Ziziphus spina-christi                                  | Matthieu 27:29                               |
| עדש ‘ăḏāša                         | Lentille                                                                           | Lens culinaris                                          | 2 Samuel 17:28; Ézéchiel 4:9                 |
| אזרח bā’ezrāḥ                      | Laurier                                                                            | Laurus nobilis                                          | Psaume 37 (36):35                            |
| פשתה pešeth שש šêš                 | Lin                                                                                | Linum usitatissimum                                     | Proverbes 31:13 Exode 35:25                  |
| צאל tse’ĕlîm                       | Lotus                                                                              | Nelumbo nucifera                                        | Job 40:21–22                                 |
| צנ tsin                            | Lyciet                                                                             | Lycium europaeum                                        | Proverbes 22:5                               |
| מלוח ḏūḏā’î                        | Mandragore                                                                         | Mandragora autumnalis Bertol.                           | Genèse 30:15                                 |
| מן man                             | Manne                                                                              | Alhagi camelorum                                        | Nombres 11:7                                 |
| ἡδύοσμον, hēduosmon                | Menthe                                                                             | Mentha sp.                                              | Matthieu 23:23                               |
| כמשכת חדק kimśuḵaṯ ḥāḏeq           | Morelle                                                                            | Solanum incanum L.                                      | Proverbes 15:19                              |
| σίναπι, sinapi                     | Moutarde                                                                           | Brassica nigra                                          | Matthieu 13:31                               |
| שושנת העמקים šōwōšannaṯ hā-‘ămāqîm | Muguet                                                                             | Convallaria majalis                                     | Chant de Salomon 2:1                         |
| לט lōṭ                             | Myrrhe                                                                             | Commiphora guidotti Engl.                               | Genèse 37:25, 43:11                          |
| הדס hăḏas                          | Myrte                                                                              | Myrtus communis L.                                      | Isaïe 55:13                                  |
| נרד nêrəd                          | Nard                                                                               | Nardostachys jatamansi                                  | Chant de Salomon 4:14                        |
| באשה ḇā’əšāh                       | Nielle des blés                                                                    | Agrostemma githago                                      | Job 31:40                                    |
| בצל bətsāl                         | Oignon                                                                             | Allium cepa                                             | Nombres 11:5                                 |
| זית zāyiṯ                          | Olivier                                                                            | Olea europaea                                           | Juges 9:9                                    |
| שערה śə‘ōrāh                       | Orge                                                                               | Hordeum spp.                                            | Nombres 5:15; Ézéchiel 4:9                   |
| תדהר tiḏhār                        | Orme                                                                               | Ulmus minor subsp. canescens                            | Chant de Salomon 5:11; 7:7, 8, Jean 12:13    |
| דביונים diḇyōnîm                   | Ornithogale                                                                        | Ornithogalum narbonense                                 | 2 Rois 6:25                                  |
| תמר tāmār φοίνιξ, phoinix          | Palmier-dattier                                                                    | Phoenix dactylifera                                     | Chant de Salomon 5:11; 7:7, 8, Jean 12:13    |
| בטנ beten                          | Pistachier                                                                         | Pistacia vera L.                                        | Chant de Salomon 6:11                        |
| ערמון ‘armōn                       | Platane                                                                            | Platanus orientalis L.                                  | Ézéchiel 31:8, Genèse 30:37                  |
| לבנה liḇneh                        | Peuplier                                                                           | Populus sp.                                             | Isaïe 44:4                                   |
| חציר ḥātsîr                        | Poireau                                                                            | Allium porrum                                           | Nombres 11:5                                 |
| תפוחי tappūaḥ                      | Pommier ou cédratier                                                               | Malus domestica ou Citrus medica                        | Genèse 2:7; Job 31:39; Jérémie 15:9          |
| חלמות ḥallāmūṯ                     | Pourpier                                                                           | Portulaca oleracea                                      | Job 6:6                                      |
| קיקיון qîqōnāh                     | Ricin                                                                              | Ricinus communis L.                                     | Jonas 4:9                                    |
| אטד ’āṭāḏ                          | Ronce à feuilles d'Orme                                                            | Rubus ulmifolius                                        | Juges 9:15                                   |
| אבה ’êḇeh                          | Roseau (voir aussi Jonc)                                                           | Phragmites                                              | Ézéchiel 40:vv., Job 40:21                   |
| πήγανον, pēganon                   | Rue                                                                                | Ruta graveolens                                         | Luc 11:42                                    |
| אגוז ’ĕḡōz                         | Noyer                                                                              | Juglans regia                                           | Chant de Salomon 6:11, Genèse 43:11          |
| אבטיח ’ăḇaṭṭiḥ                     | Pastèque                                                                           | Citrullus lanatus                                       | Nombres 11:5                                 |
| כרכם karkōm                        | Safran                                                                             | Crocus sp.                                              | Chant de Salomon 4:14                        |
| ארן ’ōren                          | Sapin de Cilicie (bois de Cèdre)                                                   | Abies cilicica                                          | 1 Rois etc.                                  |
| ערב ‘ărāḇ                          | Saule                                                                              | Salix alba L.                                           | Job 40:22                                    |
| συκάμινος, sykaminos               | Sycomore (Mûrier)                                                                  | Morus sp.                                               | Luc 17:6                                     |
| אשל ’ešel                          | Tamaris                                                                            | Tamarix aphylla                                         | Genèse 21:33                                 |
| אלה ’êlāh                          | Térébinthe                                                                         | Pistacia terebinthus                                    | 2 Samuel 18:9                                |
| השרון שושנת hă-ḇatseleṯ ha-Šārōn   | Tulipe (Rose de Sharon)                                                            | Tulipa agenensis (Tulipa sharonensis)                   | Chant de Salomon 2:1                         |
| גמא gōme                           | Typha ou Papyrus                                                                   | Typha spp. Cyperus papyrus                              | Exode 2:3, Job 40:21                         |
| ענב ‘ănāḇ                          | Vigne                                                                              | Vitis vinifera                                          | Genèse 40:10 etc.                            |